# مايكل روي
مايكل روي (بالإسبانية: Michael Rowe)‏ وهو مخرج أفلام وكاتب سيناريو أسترالي ولد في سنة 1971 في مدينة بالارات في أستراليا، تخرج من جامعة لا تروب في ملبورن وأخرج عدة أفلام سينمائية ووثائقية كما أخرج عدة مسرحيات.

## روابط خارجية
- مايكل روي على موقع IMDb (الإنجليزية)
- مايكل روي على موقع ألو سيني (الفرنسية)
- مايكل روي على موقع أول موفي (الإنجليزية)
- مايكل روي على موقع قاعدة بيانات الفيلم (الإنجليزية)
- مايكل روي على موقع كينوبويسك (الروسية)